# Armadillo Aerospace
Pour les articles homonymes, voir Armadillo.
Armadillo Aerospace était une start-up aérospatiale installée à Mesquite au Texas. Son but était de construire un véhicule spatial capable dans un premier temps d'envoyer des touristes dans l'espace et, dans un deuxième temps, de se maintenir en orbite autour de la Terre.
Le 24 octobre 2008, la société a remporté 350 000 dollars en réussissant l'épreuve de niveau 1 du Northrop Grumman Lunar Lander Challenge. 
En 2013, la société se place en « mode hibernation » et cesse toutes ses activités. Un an plus tard, ses anciens employés fondent une nouvelle entreprise, nommée Exos Aerospace (en), qui rachète en 2015 les actifs d'Armadillo Aerospace.

## Description
Armadillo Aerospace est fondée et dirigée par John Carmack, un développeur de jeux vidéo célèbre pour son travail sur Doom et Quake. Tous les employés (y compris Carmack) ont un autre travail à temps plein et apportent leur soutien à Armadillo Aerospace sur la base du volontariat. La société fonctionne sur un budget relativement restreint, c'est-à-dire sans le soutien de grandes compagnies aérospatiales ou d'agences comme la NASA ou l'ESA. Armadillo Aerospace s'est déclarée publiquement entièrement auto-financée. 
En avril 2008, John Carmack a estimé le budget dépensé jusqu'alors à environ 3,5 millions de dollars, ce qui est très peu par rapport aux budgets des grandes entreprises dans le domaine de l'aérospatiale.
Une chose intéressante à propos des méthodes d'Armadillo est leur utilisation des technologies informatiques modernes pour réduire le coût des fusées. Par exemple, à la place d'ailerons de stabilisation qui compliquent le design et augmentent le frottement, ils utilisent un design aérodynamiquement instable où l'ordinateur commande les moteurs en fonction du retour de gyroscopes à fibre optique.
Armadillo est également impliquée dans le Project M de la NASA, remplacé par le Projet Morpheus.